# Argyronympha rubianensis
Argyronympha rubianensis är en fjärilsart som beskrevs av Smith 1889. Argyronympha rubianensis ingår i släktet Argyronympha och familjen praktfjärilar. Inga underarter finns listade i Catalogue of Life.